# Sindrome branchio-oto-renale

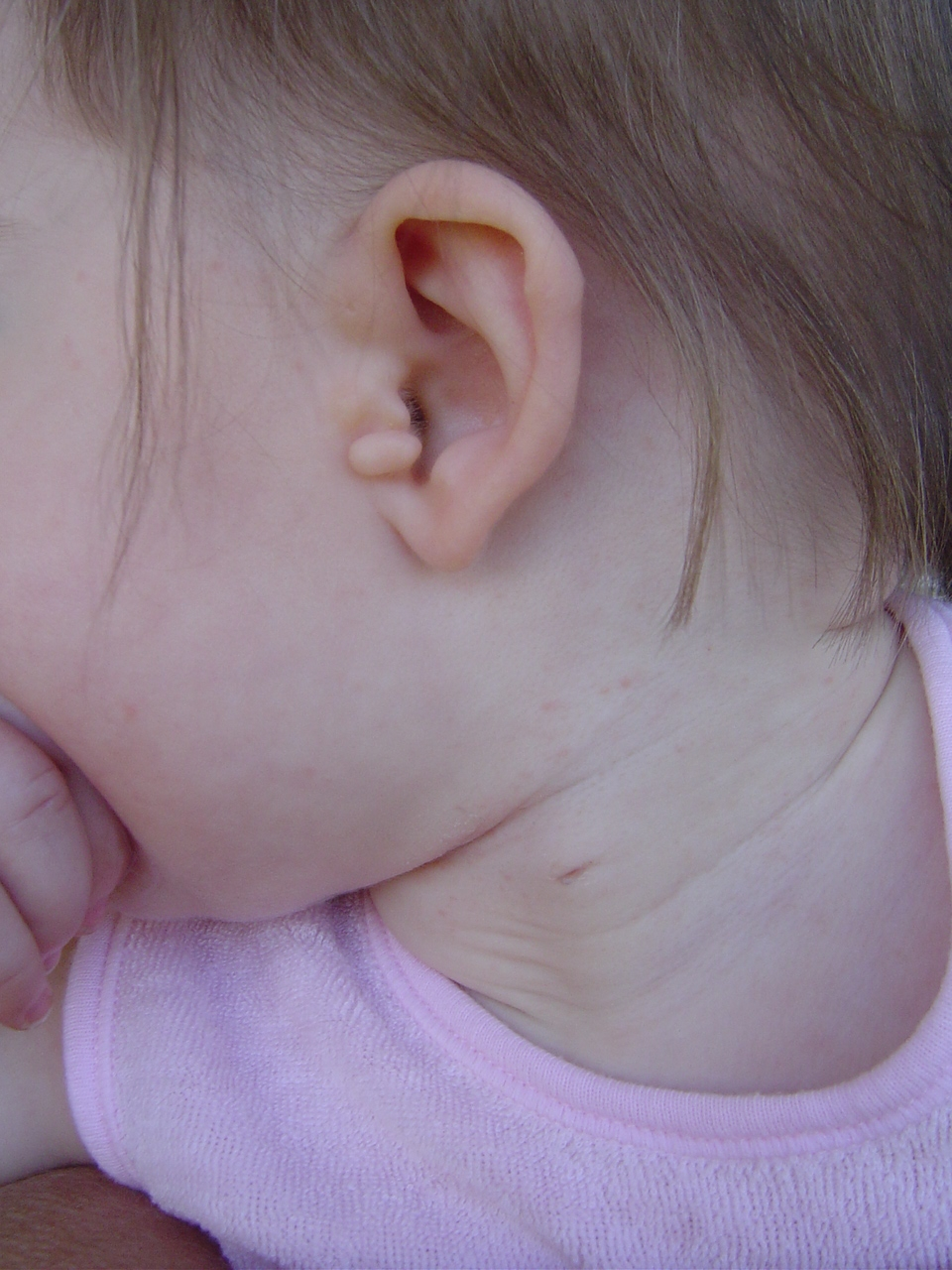

La sindrome branchio-oto-renale rientra nella categoria delle sindromi, ed è una condizione morbosa autosomica dominante.

## In dettaglio
Tale anomalia è accompagnata da una sordità mista e una malformazione coclearie di tipo Mondini, in questo caso formata da una displasia renale bilaterale con possibili disfunzioni dei dotti collettori e da piccole fessure o cisti branchiali bilaterali.

## Eziologia
La sindrome in questione può essere correlata a delle mutazioni di breakpoint sul cromosoma 8q.